# 어떤 시선
"어떤 시선"은 2013년에 개봉한 대한민국의 영화이다. 국가인권위원회에서 제작한 인권을 소재로 한 옴니버스 영화 시선 시리즈 중 6번째 작품이다.

## 캐스팅
- 임성철 : 두한 역
- 김한주 : 철홍 역
- 이영석 : 봉구 역
- 황제원 : 행운 역
- 길해연 : 어머니 역
- 박주희 : 연주 역
- 공명 : 선재 역
- 신운섭 : 경찰서 계장 / 행운아빠 역
- 서진원 : 선생님 역
- 정인기 : 사장 역
- 강인형 : 원재 역
- 박지연 : 원재 아내 역
- 이대연 : 충현 역
- 김난희
- 전소현 : 병원원장 역
- 김남진 : 로또방 주인 역
- 유재상 : 소년 선재 역
- 이종윤 : 용꿈남 역
- 황정민 : 본인 역

## 같이 보기
- 여섯 개의 시선
- 다섯 개의 시선
- 세번째 시선
- 시선 1318
- 시선 너머
- 시선 사이